# Gang bang
Pour les articles homonymes, voir Gang et Bang.
Ne doit pas être confondu avec Bang Gang ou Gongbang.

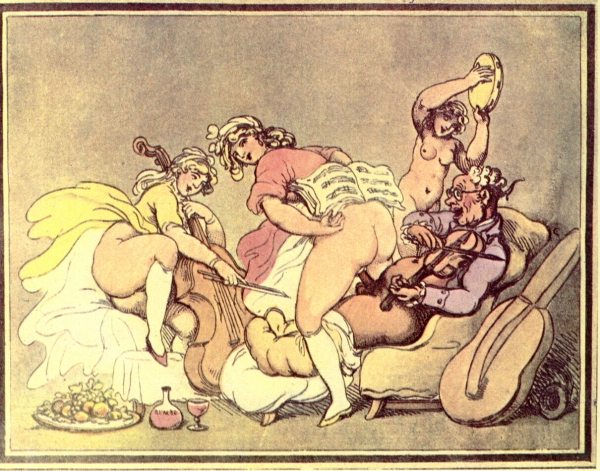
Illustration d'un "gang bang inversé" (The Concert, par le caricaturiste britannique Thomas Rowlandson, au début du XIXe siècle)

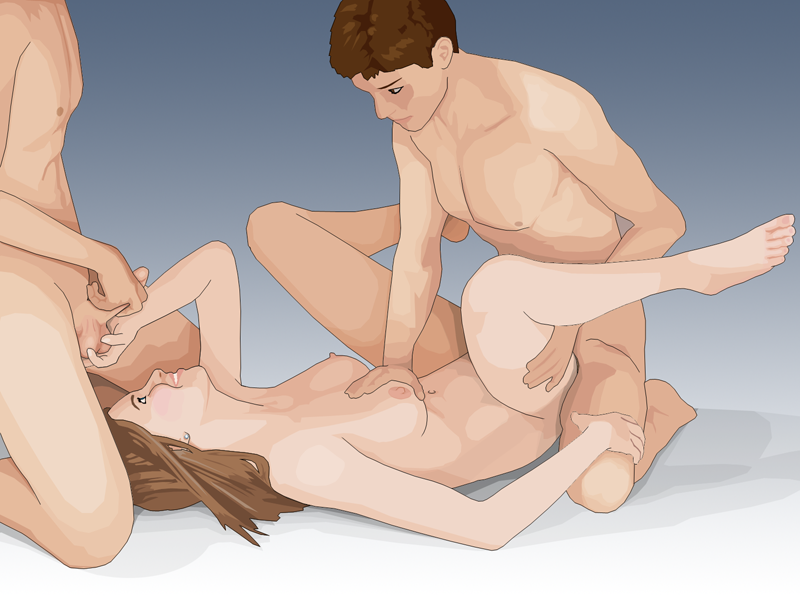
Gang bang à trois, avec deux hommes et une femme.

Le gang bang (dérivé de l'anglais gangbang) est une forme de pornographie définie par le Oxford English Dictionary comme une pratique orgiaque avec changement de partenaire.
Pour Brigitte Lahaie, il s'agirait d'une forme de sexualité de groupe librement consentie entre une femme et plusieurs hommes.
La pratique du gang bang est considérée par le journaliste, essayiste et romancier français Frédéric Joignot comme violente et visant à l'humiliation ou à la « démolition » d'une femme ou d'un homme par plusieurs partenaires.

## Histoire
Les premières vidéos de gang bang apparaissent aux États-Unis vers la fin des années 1990, quelques années après l'apparition du bukkake, autre forme de pornographie importée du Japon mettant en scènes des actrices (ou des acteurs pour les films homosexuels) sur lesquels des hommes éjaculent en groupe.
Le terme gang bang est inspiré par cette pratique du sexe collectif pratiqué initialement par des gangs ("gang" étant l'équivalent de "bande criminelle" et "bang" celui de "coup" (coup de feu/explosion).

## Ressorts mis en œuvre
La gang bang se pratique en groupe, mais se distingue d'autres formes de sexualité de groupe telles que le triolisme ou la partouze (multiplicité de partenaires des deux sexes se livrant à des actes sexuels généralement librement consentis). La disproportion « un(e) seul(e) face à tous » ou « tous contre un(e) » est recherchée.

## Vocabulaire du cinéma pornographique
- Le « Gang Bang Reverse » met en scène un homme ayant des rapports sexuels avec plusieurs femmes en même temps.
- Le « Gang Bang Insémination » met en scène plusieurs hommes qui éjaculent les uns après les autres dans le vagin de la même femme.
- Le « Gang Bang Gay » met en scène un homme ayant des rapports sexuels avec plusieurs hommes en même temps, ou bien une femme avec plusieurs femmes en même temps.
- Le "Gang Bang Anal" met en scène une femme ou un homme  pratiquant majoritairement ou exclusivement le sexe anal avec plusieurs partenaires en simple, double voir triple pénétration anale, et pratiquant simultanément le sexe oral et/ou l'urolagnie.

## Aspect légal
La pratique du gang bang avec un partenaire non consentant constitue un viol en réunion ou viol collectif.

## Pratique
De nos jours, des « soirées gang bang » sont proposées dans des clubs échangistes ou libertins et les soirées privées, parfois même organisées à la demande d'une femme dont c'est le fantasme, précisant ses souhaits en termes de scénario, de pratiques, de nombre et de profil des participants. Contrairement à une idée reçue, le fantasme du gang bang, assez répandu chez les hommes qui sont parfois impressionnés au point de perdre leurs moyens une fois au pied du mur ; ce fantasme l'est aussi chez les femmes, celles qui apprécient d'être le centre de l'attention ainsi que le sentiment de puissance que leur donne le fait de montrer qu'elles sont capables "d'achever" les nombreux hommes à une "contre" plusieurs.
Cependant, les plus grands gang bangs hétérosexuels de nos jours sont réalisés par des actrices de films pornographiques, où la pratique vise le record de partenaires.
La pionnière de ce sous-genre est Annabel Chong, qui établit le record du monde en 1995 dans le film The World's Biggest Gang Bang  (251 rapports sexuels avec 80 hommes différents).
Le 16 octobre 2004, l'actrice américaine Lisa Sparxxx a atteint un record de 919 partenaires lors du salon « EROTICON » à Varsovie. Un jury composé d'hommes et de femmes se relayait durant la journée afin de comptabiliser les partenaires, chaque rapport sexuel était validé s'il excédait trente secondes.
Toutefois, du fait du caractère rébarbatif et monotone de ce genre de film, ce sous-genre n'aura guère de succès et ne comprendra que quelques titres. 

## Autre signification
Aux États-Unis, le terme gangbang est utilisé dans le langage de gang. Il désigne le fait qu'un homme seul soit sauvagement assassiné par balles par un groupe de personnes d'un gang adverse[réf. nécessaire] ou plus généralement des violences impliquant les membres d'un gang.

## Dans la culture populaire hors le X
En 2010 des call-girls racontent avoir fait un « bunga bunga » avec Silvio Berlusconi. Selon le Canard enchaîné « bunga-bunga » serait un « gang-bang » traduit de l'« Urban Dictionary » rituel érotique impliquant un chef puissant et plusieurs femmes nues.